# BoardGameGeek
BoardGameGeek là một website được Scott Alden and Derk Solko thành lập vào tháng 1 năm 2000 như là một nơi thảo luận của những người thích trò chơi trên bàn. Cơ sở dữ liệu của trang chứa các đánh giá, bài báo, tường thuật các lần chơi, hình ảnh, video và file của hơn 77,000 trò chơi và các bản mở rộng khác nhau, cũng như hơn 21,000 người thiết kế trò chơi. BoardGameGeek bao gồm các trò chơi trên bàn kiểu Đức, các trò chiến tranh, trò chơi thẻ bài, cũng như các trò chơi ở nơi công cộng như Spades. Trang web cũng có các tính năng thông báo, mua bán, chơi trò chơi trực tuyến và một cơ sở dữ liệu các trò chơi nhằm giúp người chơi tìm thấy những người chơi khác ở ngoài đời thực trong cùng một vị trí địa lý.  BoardGameGeek được nhận giải Diana Jones Award của năm 2010, với lời khen tặng"một trang web không có đối thủ cho những người chơi trò chơi trên bàn và trò chơi bài, một thế lực được ghi nhận trong cộng đồng trực tuyến."

## Điểm đánh giá trò chơi
Ngoài cơ sở dữ liệu về trò chơi, một trong các tính năng của BoardGameGeek là thông tin thống kê thu thập từ điểm đánh giá trò chơi của các người chơi. Trang web cho phép người sử dụng đánh giá các trò chơi theo thang điểm 10. Điểm trung bình và trung bình Bayes cho từng trò chơi được chỉ ra. Hệ thống Bayes thêm những điểm đánh giá mẫu vào để đưa điểm trung bình của các trò chơi ít được đánh giá lên mức giữa. Điểm này được dùng để lập danh sách trò chơi được yêu thích nhất. Chỉ những trò chơi có ít nhất 30 điểm đánh giá mới được đưa vào danh sách này. 

Trong năm 2006, danh sách các trò chơi chiến tranh đã được bổ sung. Do tỷ lệ bầu chọn cho các trò chơi này thường thấp hơn nhiều nên chúng bị chìm sâu trong danh sách chính. Năm 2010 một loạt các danh sách khác được giới thiệu cho các trò chơi trừu tượng, trò chơi có khả năng custom, trò chơi cho trẻ em, trò chơi cho gia đình, trò chơi cho cuộc vui đông người, trò chơi chiến thuật và trò chơi theo chủ đề.
Những người chơi cũng có thể bình chọn tính phức tạp của trò chơi theo thang điểm 5, mặc dù bình chọn này không được tính đến khi đánh giá danh sách. Có 3 trò chơi duy nhất đã đứng vị trí đầu tiên trong danh sách trò chơi của BoardGameGeek từ  2003-2015 là Puerto Rico, Agricola, and Twilight Struggle.

## Cộng đồng
BoardGameGeek là một cộng đồng quốc tế với trên 1,000,000 người tính tới ngày 18 tháng 2 năm 2015. Một hoạt động chính là việc tạo các GeekList - thường là danh sách các trò chơi có chung chủ đề hoặc trò chơi nhiều người muốn mua bán, và cũng được dùng như là một phương tiện để trao đổi về các vấn đề liên quan và không liên quan đến trò chơi. Có các diễn đàn trong đó người chơi thảo luận với nhau về cách chơi, cách thiết kế trò chơi, điểm đánh giá trò chơi, đề xuất chơi trò chơi, các nhóm người chơi, và các hoạt động liên quan khác. Những người chơi cũng có thể làm quen với nhau qua internet thông qua việc dùng chat room, bằng cách tham gia vào các Guild, blog, hoặc nghe các podcasts. Có một cộng đồng lớn chơi trò Werewolf, và thường xuyên forum tổ chức các ván đấu online. Một chương trình trao đổi quà tặng Santa bí mật đã được thực hiện vài năm trước đó, với hơn 1700 người tham dự trong năm 2010, và hơn 2700 người tham dự trong năm 2014.  Hoạt động thường niên BGG.CON cũng giúp tăng cường sinh hoạt cộng đồng bằng cách tạo cơ hội cho các thành viên BoardGameGeek gặp nhau và chơi trò chơi với nhau ngoài đời thực.

## Thưởng GeekGold
Trang web sử dụng tiền ảo GeekGold để thưởng cho người chơi có nội dung tốt, bao gồm thông tin trò chơi mới, hình ảnh mới, đánh giá chi tiết, phiên dịch luật chơi và hỗ trợ những người chơi khác. GeekGold đầu tiên chỉ được quản lý của trang trao tặng, nhưng một hệ thống tự động tên là GeekMod đã được thiết kế để cho phép người chơi bình chọn những bài viết và thưởng GeekGold cho các bài viết tốt. GeekGold có thể được dùng để mua avatar cũng như các loại huân huy chương khác nhau. Nó cũng có thể được chuyển từ người này sang ngươi khác như một dạng quà tặng.
Khi mới hình thành, GeekGold không thể dùng tiền mua, nhưng điều này đã thay đổi trong những năm gần đây. Kể từ 1–5 tháng 9 năm 2005 sau Bão Katrina, người dùng có thể mua GeekGold bằng tiền mặt. Tổng số tiền thu được $36,403 đã được tặng cho Hội Chữ thập đỏ. Kể tư 2 tháng 1 năm 2008, trang web bắt đầu tặng những người đã đóng góp một GeekGold cho mỗi đô la Mỹ thu được, với tuyên bố như là"một lời cảm ơn"để hỗ trợ các loại"huân huy chương"được trao tặng trước đó. Kể từ 2010, hoạt động thường niên cuối năm đã bao gồm quà tặng GeekGold tỷ lệ với số người tài trợ mới, khoảng trên 100GG cho mỗi người tài trợ, và điều này làm giảm giá trị của GeekGold.
GeekGold thỉnh thoảng được trao đổi bằng tiền hoặc bằng trò chơi thực sự. Ngoài ra còn có các đấu giá GeekAuctions và Games-for-GeekGold Lotteries, tại đó người chơi có thể trả GeekGold lấy trò chơi hay các đồ liên quan. Thanh khoản trực tiếp đổi GeekGold lấy tiền mặt thương được định giá khoảng 50 GeekGold một đô la Mỹ.
Một hệ thống khác nhằm thưởng cho các nỗ lực cá nhân là việc sử dụng một biểu tượng"thumbs up"cho các bài viết tốt. Bất kỳ người dùng nào cũng có thể tặng một dấu thumbs up khi nào họ thấy có bài viết xứng đáng. Các thumbs này được lưu trong hồ sơ người sử dụng, nhưng không như GeekGold, chúng không thể dùng để mua bán.

## Hội thảo
Kể từ năm 2005 Scott Alden và Derk Solko tổ chức hội thảo thường niên trò chơi trên bàn tên là BGG.CON. Tuy hội thảo không giới hạn người tham gia nhưng hầu hết họ đều là những người chơi đăng ký chính thức trên BoardGameGeek.
Hội thảo BGG.CON lần đầu được tổ chức tại The Westin City Center ở Dallas Texas (đã đóng cửa) và có 250 người tham dự. Hội thảo chủ yếu tập trung vào trò chơi, và cho phép một số lượng lớn người chơi có thể chơi thử. Các hoạt động khác bao gồm một chợ mua bán, một giải Texas Hold 'Em, một cuộc thi, và quay thưởng xổ số. Năm 2006 số người tham dự đã lên tới 400. Hoạt động tìm kiếm kho báu được bổ sung, và giải thưởng Golden Geek được đưa ra lần đầu tiên.
The Westin City Center tại Dallas Texas đã tổ chức các kỳ hội thảo:
- 15–18 tháng 11 năm 2005
- 9–12 tháng 11 năm 2006

Năm 2007 BGG.CON đã chuyển tới The Westin DFW tại Irving, Texas nhằm đón tiếp số lượng người tham dự tăng nhanh. Ở đây đã tổ chức các kỳ hội thảo:
- 15–18 tháng 11 năm 2007
- 20–23 tháng 11 năm 2008
- 19–22 tháng 11 năm 2009
- 17–21 tháng 11 năm 2010
- 16–20 tháng 11 năm 2011

Năm 2012, hội thảo một lần nữa chuyển tới một địa điểm lớn hơn nhằm đón tiếp số lượng người tham gia tiếp tục tăng. Lần này địa điểm được chọn là Hyatt Regency DFW Lưu trữ 2009-01-09 tại Wayback Machine hotel bên trong Dallas/Fort Worth International Airport tại Dallas, Texas. Ở đây đã tổ chức các kỳ hội thảo:
- 14–18 tháng 11 năm 2012
- 20–24 tháng 11 năm 2013
- 19–23 tháng 11 năm 2014

## Boardgame News
Boardgame News là một trang tin tức tập trung vào việc cung cấp lượng lớn tin bài và bình luận liên quan đến các trò chơi trên bàn. Khởi đầu được lưu tại BoardgameNews.com, vào cuối năm 2010 trang web này đã thông báo chuyển về BoardgameGeek.com. Một số biên tập viên của BoardgameNews không được chuyển qua BoardGameGeek tại thời điểm đó đã lập ra trang web riêng của họ, Opinionated Gamers, để hoạt động độc lập.

## Golden Geek Award
2006 là năm đầu tiên trao các giải Golden Geek Awards, dùng để trao cho các trò chơi mới nhất của năm được người chơi BoardGameGeek bình chọn. Giải sử dụng  phương pháp Schulze để quyết định người thắng. Từ năm 2010 các trang RPGGeek và VideoGameGeek tham gia vào Golden Geek Awards. Dưới đây là danh sách giải.
| Chủ đề                            | 2006              | 2007                                                  | 2008                          | 2009                      | 2010                                                    | 2011                                    | 2012                                               | 2013                                            | 2014                                   |
| --------------------------------- | ----------------- | ----------------------------------------------------- | ----------------------------- | ------------------------- | ------------------------------------------------------- | --------------------------------------- | -------------------------------------------------- | ----------------------------------------------- | -------------------------------------- |
| Trò chơi của năm                  | Caylus            | Shogun                                                | Agricola                      | Dominion                  | Hansa Teutonica                                         | Dominant Species                        | Eclipse                                            | Terra Mystica                                   | Splendor                               |
| Trò chơi chiến thuật của năm      | Caylus            | Shogun                                                | Agricola                      | Le Havre                  | Hansa Teutonica                                         | Dominant Species                        | Eclipse                                            | Terra Mystica                                   | Five Tribes                            |
| Trò chơi chiến tranh tốt nhất     | Twilight Struggle | Combat Commander: Europe                              | [[Hannibal: Rome vs. Carthage | Combat Commander: Pacific | Washington's War                                        | A Few Acres of Snow                     | Sekigahara: The Unification of Japan               | 1775: Rebellion                                 | Fire in the Lake                       |
| Trò chơi thiếu nhi tốt nhất       | Nacht Der Magier  | Zooloretto                                            | Chateau Roquefort             | Sorry! Sliders            | Forbidden Island                                        | Animal upon animal                      | King of Tokyo                                      | Forbidden Desert                                | Tales & Games: The Hare & the Tortoise |
| Trò chơi hai người tốt nhất       | Twilight Struggle | BattleLore và Commands & Colors: Ancients (cùng điểm) | Hannibal: Rome vs.Carthage    | Space Hulk (3rd Ed.)      | Washington's War                                        | A Few Acres of Snow                     | Android: Netrunner                                 | Star Wars: X-Wing Miniatures Game               | Star Realms                            |
| Trò chơi gia đình tốt nhất        | Ingenious         | Zooloretto                                            | Thebes                        | Pandemic                  | Tobago                                                  | 7 Wonders                               | King of Tokyo                                      | Love Letter                                     | Splendor                               |
| Trò chơi đám đông tốt nhất        | Diamant           | Wits and Wagers                                       | Say Anything                  | Time's Up! Deluxe         | Telestrations                                           | Dixit Odyssey                           | King of Tokyo                                      | Love Letter                                     | Cash n' Guns 2nd Ed.                   |
| Trò chơi bài tốt nhất             | -                 | Caylus Magna Carta                                    | Race for the Galaxy           | Dominion                  | Innovation                                              | 7 Wonders                               | Android: Netrunner                                 | Love Letter                                     | Star Realms                            |
| Hình ảnh đẹp nhất                 | -                 | BattleLore                                            | Jamaica                       | Space Hulk (3rd Ed.)      | War of the Ring Collector's Edition                     | Merchants & Marauders                   | Takenoko                                           | Mice and Mystics                                | Abyss                                  |
| Mở rộng tốt nhất                  | -                 | -                                                     | -                             | Pandemic: On The Brink    | Dominion: Prosperity                                    | Twilight Imperium: Shards of the Throne | Alien Frontiers: Factions                          | Lords of Waterdeep: Scoundrels of Skullport     | 7 Wonders: Babel                       |
| Best Print & Play Game            | -                 | -                                                     | -                             | Dune Express              | Zombie in My Pocket                                     | The Thing                               | D-Day Dice: Free Trial Version                     | Tiny Epic Kingdoms & Coin Age (tie)             | ...and then we held hands...           |
| Trò chơi sáng tạo nhất            | -                 | -                                                     | -                             | Space Alert               | Catacombs                                               | A Few Acres of Snow                     | Risk: Legacy                                       | Love Letter                                     | Dead of Winter: A Crossroads Game      |
| Best Thematic Game                | -                 | -                                                     | -                             | -                         | War of the Ring Collector's Edition                     | Mansions of Madness                     | Mage Knight Board Game                             | Robinson Crusoe: Adventure on the Cursed Island | Dead of Winter: A Crossroads Game      |
| Trò chơi trừu tượng tốt nhất      | -                 | -                                                     | -                             | -                         | FITS                                                    | Paris Connection                        | Kingdom Builder                                    | Tash-Kalar: Arena of Legends                    | Patchwork                              |
| Trò chơi RPG của năm              | -                 | -                                                     | -                             | -                         | The Dresden Files Roleplaying Game volume 1: Your Story | Apocalypse World                        | Dungeon World                                      | Fate Core System                                | Dungeons & Dragons (5th Edition)       |
| RPG Supplement of the Year        | -                 | -                                                     | -                             | -                         | Cthulhu Invictus (2009 edition)                         | Bookhounds of London                    | The Fiasco Companion                               | Star Wars: Edge of the Empire Beginner Game     | Dungeons & Dragons Starter Set         |
| Trò chơi RPG có hình ảnh đẹp nhất | -                 | -                                                     | -                             | -                         | The Dresden Files Roleplaying Game volume 1: Your Story | Mouse Guard Roleplaying Game Box Set    | The One Ring: Adventures over the Edge of the Wild | Star Wars: Edge of the Empire Core Rulebook     | D&D Player's Handbook (5e)             |
| Golden Geek Best Podcast          | -                 | -                                                     | -                             | -                         | YSDC: Cthulhu Podcast                                   | ?                                       | ?                                                  | The Secret Cabal Gaming Podcast                 | The Dice Tower                         |